# María Bazo
María Bazo (7 de agosto de 1998) é uma velejadora peruana que que é medalhista dos Jogos Pan-Americanos.

## Trajetória esportiva
Bazo competiu na classe RS:X nos Jogos Pan-Americanos de 2019, em Lima, Peru, onde ela conseguiu um lugar no pódio.
A atleta conquistou a vaga olímpica para disputar os jogos de Tóquio 2020, após o 27º lugar no Campeonato Mundial de 2019. 